# Beginners
Beginners ist ein US-amerikanisches Filmdrama des Regisseurs Mike Mills aus dem Jahr 2010  mit Ewan McGregor, Christopher Plummer und Mélanie Laurent.

## Handlung
Der 38-jährige Oliver arbeitet als Grafikdesigner und lebt allein. Nach dem Tod seines Vaters kümmert er sich um dessen Hund Arthur, der überall dabei sein will. Bei einer Kostümparty trifft Oliver (als Sigmund Freud verkleidet) Anna, eine unkonventionelle, französische Schauspielerin, mit der er eine lose Beziehung beginnt. Die erste Nacht verständigen sich die beiden nur durch Zeichensprache und Pantomime.
Während des gesamten Films werden Rückblenden auf die letzten Lebensjahre von Olivers Vater Hal gezeigt. Hal war 44 Jahre mit Olivers Mutter verheiratet. Nach deren Tod beginnt er, offen homosexuell zu leben und genießt sein Leben mit schwulen Freunden und seinem viel jüngeren Liebhaber Andy. In dieser Zeit entwickelt sich eine enge Beziehung zwischen Oliver und seinem Vater, der ihm zeigt, wie man sein Leben genießen kann. Dann erfährt Hal von seiner tödlich verlaufenden Krebserkrankung, die er vor Andy verheimlicht und an der er kurz darauf stirbt.
Oliver beginnt sein bisheriges Leben zu analysieren. Während seiner Kindheit kompensierte seine Mutter Georgia ihr lustloses Leben mit einem schwulen Ehemann durch eine humorvolle und unkonventionelle Beziehung zu ihrem Sohn. Später hat Oliver mehrere Liebesbeziehungen zu Frauen, auf die er sich aber emotional kaum einlässt, sodass diese Beziehungen nach wenigen Jahren oder auch nur Monaten beendet werden.
Auch das Leben seines Vaters Hal beschäftigt ihn sehr. Oliver verarbeitet diese Erfahrungen in seiner Arbeit als Grafiker bei einem Musiklabel, womit er aber wenig erfolgreich ist.
Anna leidet unter ihrem einnehmenden Vater, der sie zu langen Telefonaten drängt. Obwohl sie und Oliver gemeinsam viel Spaß miteinander haben, scheint die Beziehung zu enden, wie einige von Olivers Beziehungen davor.
Letztlich aber finden sie doch wieder zueinander.

## Kritiken
Das Lexikon des internationalen Films urteilte, dass „der Film insgesamt einen starken emotionalen Eindruck hinterlasse“.

## Auszeichnungen
2011 wurde Darsteller Christopher Plummer auf dem Hollywood Film Festival und von der National Board of Review als bester Nebendarsteller des Jahres ausgezeichnet. Der Film gewann im selben Jahr gemeinsam mit The Tree of Life von Terrence Malick den Gotham Award. 2012 erhielt Plummer den Oscar und Golden Globe Award jeweils als bester Nebendarsteller.

## Synchronisation
Der Film wurde bei der Berliner Synchron vertont. Tobias Neumann schrieb das Dialogbuch, Christoph Cierpka führte die Dialogregie.
| Rolle   | Schauspieler        | Synchronsprecher |
| ------- | ------------------- | ---------------- |
| Oliver  | Ewan McGregor       | Philipp Moog     |
| Hal     | Christopher Plummer | Lothar Blumhagen |
| Anna    | Mélanie Laurent     | Emily Behr       |
| Andy    | Goran Višnjić       | Klaus-Peter Grap |
| Georgia | Mary Page Keller    | Traudel Haas     |
| Shauna  | China Shavers       | Sanam Afrashteh  |

## Hintergrund
Der Film weist starke autobiografische Züge auf. Mike Mills’ Vater bekannte sich im Alter von 75 Jahren zu seiner Homosexualität und starb nur wenige Jahre danach. Mills begann mit der Arbeit an dem Drehbuch sechs Monate nach dem Tod seines Vaters. In einer Zeit der Trauer packte er sehr viel Persönliches in die Erzählung. Mills wollte einen einfachen, aber dichten Film machen. Im Audiokommentar zitiert er Filme von Federico Fellini, Jean-Luc Godard und István Szabó als Vorbilder für seine Arbeit.
Regisseur und Drehbuchautor Mills schildert die Dreharbeiten als gut und herausfordernd. Er schätzte es sehr, dass er Ewan McGregor und Christopher Plummer für diesen Film zusammen bekam. Besonders der Hund Cosmo, der im Film Arthur hieß, spielte für Mills, selbst Hundebesitzer, eine wichtige Rolle – und nicht nur für ihn: Mills berichtet, nach den Dreharbeiten habe sich auch Ewan McGregor einen Hund zugelegt.
Der Regisseur bemühte sich stark um die Echtheit der Orte. Der Film spielt in Los Angeles, einen Großteil der Drehorte gibt es tatsächlich in dieser Form, auch die Wege von einem Ort zum anderen stimmen weitestgehend. Orte, die im Film auftauchen, sind unter anderem das Biltmore Hotel, in dem in den 1930/1940er-Jahren mehrere Oscarverleihungen stattfanden, das Lovell Health House von Architekt Richard Neutra sowie der antiquarische Cosmopolitan Bookstore in der Melrose Avenue/Ecke La Brea, dessen Besitzer auch den Besitzer im Film spielt. Weitere Drehorte waren der Elysian Park sowie vor allem das Los Angeles County Museum of Art (LACMA). Mills verbindet Los Angeles stark mit diesen Orten.
Im Film wurde viel mit Available Light gearbeitet, d. h., das Licht war auf natürliche Quellen reduziert mit nur wenig Unterstützung durch künstliches Licht. Die Räume wurden zum Teil nicht gezielt ausgeleuchtet, sondern es wurde zu einer passenden Tageszeit dort gedreht, wenn die Sonne am besten durch die Fenster fiel. Dies trifft insbesondere auf das Lovell Health House zu, wo laut Regisseur vor dem Drehen zunächst die Lichtverhältnisse in den Räumen im Tagesverlauf beobachtet wurden, bevor ein Drehplan je nach Licht und Tageszeit erstellt wurde.
Kunst in vielen Facetten spielt eine große Rolle im Film, Museen, Bildbände, die Arbeit des Protagonisten als Grafiker. Eine autobiografische Parallele hier ist, dass Mills’ Vater tatsächlich Museumsdirektor war, wie die Figur des Vaters von Oliver im Film. Ein weiteres Thema, das sich durch den Film zieht, ist der Kampf um die Anerkennung Homosexueller in der Gesellschaft, mit Verweisen auf die Lesben- und Schwulenbewegung, auf Harvey Milk, auf die Regenbogenflagge der Bewegung und die Schwulenszene von Los Angeles.
Der Film erlebte seine Premiere beim Toronto International Film Festival 2010. Kinostart war ab April 2011, in Deutschland konnte man den Film ab dem 9. Juni 2011 sehen.